# Операция Родопи
Операция „Родопи“ се провежда през май 1967 г.
Представлява демонстриране на военно присъствие на страните от Организацията на Варшавския договор в приграничните на Гърция райони на България срещу евентуални враждебни действия след извършения военен преврат в Гърция. Оформена е като съвместно учение на въоръжените сили на Съветския съюз, Народна република България и Румънската народна република.

## Предпоставки
На 21 април 1967 г. в Атина е извършен военен преврат. На власт идват т.нар. черни полковници (хунта под ръководството на Георгиос Пападопулос), настроени милитаристки и крайно антикомунистически.

## Участващи сили
От съветска страна са участвали:
- 106-а гвардейска въздушно-десантна дивизия от Съветската армия;
- 309-и отделен батальон морска пехота от Черноморския флот на ВМФ на СССР.

На ученията е присъствал командващият Въздушнодесантните войски на СССР армейски генерал Василий Маргелов, който вероятно е командвал ученията.

## Ход на операцията
Въздушно-десантните подразделения на Съветската армия са прехвърлени по въздуха в Родопите с наличната им на въоръжение тежка техника и противотанкови средства.
Морската пехота от Черноморския флот, също с наличната си тежка техника, след дебаркиране на брега извършва 300-километров марш към мястото на ученията.
Непосредствено в хода на ученията е извършено отразяване на танкова атака на „противника“ с бойни стрелби.
След ученията е проведен военен парад на съветски, български и румънски подразделения.
|  | Тази страница частично или изцяло представлява превод на страницата „Операция „Родопы“ (1967)“ в Уикипедия на руски. Оригиналният текст, както и този превод, са защитени от Лиценза „Криейтив Комънс – Признание – Споделяне на споделеното“, а за съдържание, създадено преди юни 2009 година – от Лиценза за свободна документация на ГНУ. Прегледайте историята на редакциите на оригиналната страница, както и на преводната страница, за да видите списъка на съавторите. ВАЖНО: Този шаблон се отнася единствено до авторските права върху съдържанието на статията. Добавянето му не отменя изискването да се посочват конкретни източници на твърденията, които да бъдат благонадеждни. |